# Pseudomiopia
La pseudomiopia è una temporanea e anomala condizione rifrattiva dell'occhio, assimilabile per sintomi e caratteristiche ad una 
miopia, ovvero un eccesso di potenza che porta il sistema ottico a focalizzare le immagini in un range di spazio che precede la retina, non riuscendo così a garantire una visione nitida per oggetti distanti. Tale condizione è dovuta ad uno spasmo del muscolo ciliare, la cui funzione è di accomodare, ovvero modificare la geometria del cristallino e conseguentemente il potere dello stesso.

## Caratteristiche
Il disturbo, caratteristico di soggetti giovani, si manifesta come una difficoltà temporanea nella visione da lontano, gli scenari distanti appaiono infatti sfocati, con un abbassamento del visus e conseguente astenopia. Questo disturbo compare generalmente in seguito ad uno sforzo accomodativo notevole, come una lettura prolungata e ravvicinata (minore di 30 centimetri) da un libro o un monitor, che stressa il muscolo ciliare al punto che, distogliendo lo sguardo e puntando oggetti lontani, questo persiste in uno stato di contrazione temporaneo (inerzia accomodativa). Può avere origine biologica o funzionale, la prima è legata alla sovrastimolazione del sistema nervoso parasimpatico a causa di traumi o farmaci, la seconda è legata allo stile di vita, in particolare cattive abitudini visuo-posturali. L'assetto che l'occhio assume in condizione di spasmo accomodativo non garantisce la visione da lontano, poiché induce il cristallino a fornire una potenza eccessiva al sistema visivo, tipica della visione da vicino.

## Differenze tra miopia e pseudomiopia
Nella miopia la sfocatura dell'immagine è costante, ed è dovuta alla lunghezza anteroposteriore eccessiva del bulbo oculare o ad un potere refrattivo dei mezzi ottici maggiore della norma, più in generale quando la potenza ottica e la lunghezza assiale dell'occhio non sono tarati in modo tale che le immagini possano cadere a fuoco sulla retina, in questo caso l'entità è compresa fra le 0 e le 30 diottrie. Il soggetto con pseudomiopia può essere anche un emmetrope (cioè non presentare difetti di rifrazione) fin quando non compare lo spasmo e la perdita del visus, questa sfocatura non è costante ma varia in funzione del tempo, con un'entità compresa fra le 0 e le 6 diottrie. Tale condizione può preludere ad un futuro sviluppo di miopia vera e propria, come un adattamento funzionale alla visione prossimale.